# Ron Yary
Anthony Ronald „Ron“ Yary (* 16. Juli 1946 in Chicago, Illinois) ist ein ehemaliger US-amerikanischer American-Football-Spieler. Er spielte als Offensive Tackle in der National Football League (NFL) bei den Minnesota Vikings und den Los Angeles Rams.

## Spielerlaufbahn

### Collegekarriere
Ron Yary wurde in Chicago geboren, wuchs allerdings in Bellflower, Kalifornien, auf, wo er auch die Highschool besuchte. Auf der Schule spielte er zunächst Football auf der Position eines Tackles, bevor er auf die Position des Fullbacks wechselte. Nach seinem Schulabschluss im Jahr 1964 studierte er zunächst ein Jahr am Cerritos College in Norwalk. Da das College lediglich über eine zweitklassige Footballmannschaft verfügte und er sich dadurch nicht ausreichend gefördert sah, wechselte er nach einem Jahr zur University of Southern California (USC). Für die USC Trojans spielte er als Tackle in der Offensive Line und hatte dabei die Aufgabe den eigenen Quarterback zu schützen und dem Runningback den Weg in die gegnerische Endzone freizublocken. Im Jahr 1967 übernahm O. J. Simpson diese Rolle bei den Trojans. Simpson und Yary gewannen in diesem Jahr die nationale College-Meisterschaft und mit einem 14:3-Sieg über die Mannschaft der Indiana University den Rose Bowl. In den Jahren 1966 und 1967 wurde Ron Yary zum All-American gewählt. Aufgrund seiner sportlichen Leistungen wurde er in allen drei Studienjahren von seinem College ausgezeichnet.

### Profikarriere
Die Erfolge von Yary hatten auch die Scouts der NFL auf ihn aufmerksam gemacht. 1968 wurde er von den Minnesota Vikings in der ersten Runde als erster Spieler im NFL Draft ausgewählt. Head Coach der Mannschaft war Bud Grant, der das Team ein Jahr zuvor übernommen hatte und der aus der Mannschaft ein Spitzenteam formen sollte. Yary wurde auch von den Vikings als Offensive Tackle eingesetzt. 1969 konnte er mit seiner Mannschaft seinen ersten Meistertitel gewinnen. Die Vikings gewannen das letzte NFL-Endspiel vor dem Zusammenschluss mit der American Football League (AFL) gegen die Cleveland Browns mit 27:7, verloren aber den Super Bowl IV gegen die Kansas City Chiefs mit 23:7. In den nächsten beiden Jahren gelang es Yary mit seinem Team in die Play-offs einzuziehen, wo die Mannschaft aber jeweils frühzeitig scheiterte. 1972 kehrte Fran Tarkenton als Quarterback zu den Vikings zurück. Tarkenton war bei seinem Karriereende der statistisch beste Quarterback in der NFL. Zusammen mit weiteren Spielern, die nach ihrer Laufbahn in die Pro Football Hall of Fame aufgenommen wurden, wie Paul Krause, Alan Page oder Carl Eller gelang es Yary dreimal in das NFC Championship Game einzuziehen. 1973 wurde das Endspiel gegen die von Tom Landry betreuten Dallas Cowboys mit 27:10 gewonnen. Diesem Sieg stand allerdings eine 24:7-Niederlage gegen die von Don Shula betreuten Miami Dolphins im Super Bowl VIII entgegen.
In der folgenden Spielzeit wurden im NFC Titelspiel die Los Angeles Rams mit 14:10 besiegt, erneut unterlag Yary aber mit den Vikings im Super Bowl. Die von Chuck Noll betreuten Pittsburgh Steelers konnten sich mit 16:6 im Super Bowl IX durchsetzen. Im Jahr 1976 gewann Yary seinen vierten Meistertitel. Erneut trafen die Vikings im NFC-Endspiel auf die von Chuck Knox betreuten Rams und nochmals musste sich die Mannschaft aus Los Angeles dem Team aus Minneapolis geschlagen geben, diesmal mit 24:13. Yary zog damit in seinen vierten Super Bowl ein, doch auch dieses Spiel brachte ihm nicht den erhofften Super Bowl Gewinn ein. Die Oakland Raiders unter ihrem Trainer John Madden behielten mit 32:14 im Super Bowl XI die Oberhand.
Yary spielte bis 1981 bei den Vikings. Seine Karriere ließ er 1982 mit einem letzten Spieljahr bei den Rams ausklingen.

## Nach der Spielerlaufbahn
Bereits 1974 gründete Ron Yary mit seinem Bruder ein Fotostudio. Er ist verheiratet, hat zwei Kinder und arbeitet als Immobilienmakler in Murrieta, Kalifornien.

## Ehrungen
Ron Yary spielte siebenmal im Pro Bowl und wurde achtmal zum All-Star gewählt. 1967 gewann er die Outland Trophy. Er ist Mitglied in der Pro Football Hall of Fame, im NFL 1970s All-Decade Team, in der College Football Hall of Fame und in der USC Athletic Hall of Fame, sowie in der Cerritos College Hall of Fame. Die Minnesota Vikings ehren ihn auf dem Ring of Honor. Seine Heimatstadt benannte ein Stadion und eine Straße nach ihm.

## Quelle
- Jens Plassmann: NFL – American Football. Das Spiel, die Stars, die Stories (= Rororo 9445 rororo Sport). Rowohlt, Reinbek bei Hamburg 1995, ISBN 3-499-19445-7.